# Janika Balaž
Janika Balaž (Lukino Selo kraj Zrenjanina, 23. prosinca 1925. – Novi Sad, 12. studenoga 1988.), bio je srpski tamburaš romskoga podrijetla.

## Životopis
Janika Balaž rođen je u Lukinom Selu kraj Zrenjanina, 1925. godine. Violinu je počeo svirati s deset godina u Bečeju, u lokalnoj kavani. Kasnije je svirao u sastavu Braća kozaci u okolici Subotice i Horgoša. Od 1948. do 1951. godine radio je za Radio Titograd, u Crnoj Gori i tu je usavršio sviranje tamburice. Za Radio Novi Sad radio je od njegovoga osnivanja 1951. godine. Bio je član Velikog tamburaškog orkestra Radio Novog Sada, također od njegovoga osnivanja 1958. godine. Svirao je tamburicu primu (bisernica), a sa svojim malim tamburaškim sastavom od osam članova nastupao je diljem svijeta. 
U Leksikonu jugoslavenske muzike (Zagreb, 1984.) uvršten je pod imenom Jovan iako je svima poznatiji kao Janika Balaž. U medijima njegovo se prezime ponekad piše i Balaš. (jn)
Janika je sudjelovao u nekoliko dokumentarnih i igranih filmova. Pjesme "Osam tamburaša s Petrovaradina" i  "Primaši" njemu su posvećene.
Tijekom karijere radio je s puno poznatih glazbenika; između ostalih sa Zvonkom Bogdanom i Júliom Biszák.
Umro je 1988. godine u Novome Sadu i pokopan u Petrovaradinu.

## Spomen
- Nakon Balaževe smrti grad Novi Sad je u njegovu čast podigao spomenik (autor skulptor Lászlo Szilágyi), na trgu nasuprot Petrovaradinske tvrđave.